# Gheorghe Roșcoban
Gheorghe Roșcoban (n. 1894, Bocșa, România – d. secolul al XX-lea) a reprezentat Cercul Bocșa-Română la Marea Adunare Națională de la Alba-Iulia din 1 decembrie 1918.

## Biografie
S-a întors din războiul Mondial cu gradul de sublocotenent, iar în rezervă a înființat Garda Națională din Bocșa Montană. A fost Priminspector-Procurist și conducător al Reprezentanței Societății Uzinele de Fier și Domeniile din Reșița în Timișoara.